# Machacamarca (ort i La Paz)
Machacamarca är en ort i Bolivia.   Den ligger i departementet La Paz, i den centrala delen av landet, 400 km nordväst om huvudstaden Sucre. Machacamarca ligger 3 916 meter över havet och antalet invånare är 1 400.
Terrängen runt Machacamarca är platt åt sydväst, men åt nordost är den kuperad. Runt Machacamarca är det ganska glesbefolkat, med 22 invånare per kvadratkilometer.. Närmaste större samhälle är Collana, 9,6 km väster om Machacamarca. 
Trakten runt Machacamarca består i huvudsak av gräsmarker.